# يحيى ولد حامد
محمدو يحي بن المختار ولد حامدٌ عالم رياضيات وباحث موريتاني، أنجز العديد من البحوث العلمية، وحلَّ العديد من الإشكاليات الرياضية المطروحة على مستوى العالم، من أبرزها الإشكال العويص الذي طرحه عالم الرياضيات الاسترالي تيرنس تاو، الحائز على ميدالية فيلدز 2006 المعادلة لجائزة نوبل بالنسبة للرياضيات، عن طريقة كنيسير في مجال نظرية الأعداد غير التبادلية (أو غير التعويضية) Hamidoune’s Freiman-Kneser theorem for non-abelian groups ". وقد قال عنه عالم الرياضيات وأستاذه Vergnas Las Michel بأنه "واحد من اثنين هما أكبر عارفين بموضوع البحث الأولي وقابلية ارتباط الرسوم البيانية في العالم".

## المولد والنشأة
ولد يحيى ولد حامدٌ في أكتوبر/تشرين الأول 1947م حسب الأوراق الثبوتية، بخلاف ما صرح به أخوه لأحد زملاءه أن تاريخ ميلاده الحقيقي هو نوفمبر 1948م  وإنما اعتادت الأسر الموريتانية في تلك الفترة تغيير تواريخ ميلاد أبناءهم للالتحاق بمدرسة المستعمر النظامية.
ولد لعائلة أدبية أكثر منها علمية، اشتهرت بكثرة العلماء والقضاة والمؤرخين والشعراء والأدباء، وعلى رأسهم والده المؤرخ والموسوعي الشهير المختار ولد حامد الذي عرف بابن خلدون موريتانيا، ويذكر أن يحيى الابن التقى في الصغر بالمستكشف الشهير تيودور مونود الذي جاب شمال البلاد في تلك الفترة مستقصيا عن الآثار حيث كان المختار مرافقا له.
وقد بدت عليهِ علامات النبوغ وهو ما يزال فتى.

## الدراسة والتكوين
درس في طفولته ما اعتاد أمثاله من تلك الربوع في عصره دراسته، فحفظ القرآن ودرس المتون المحظرية الأساسية، قبل أن يدخل المدرسة الابتدائية سنة 1959 ويختصرها في ثلاث سنوات، ليلتحق بعدها بمعهد أبي تلميت حيث كان أصغر طالب فيه.

وفي سنة 1962 سافر إلى القاهرة في بعثة دراسيّة، ووافق أن كان والده يعمل دبلوماسيا في مصر آنذاك، حيث حصل على شهادة الثانوية العامة لتأهله للإلتحاق بجامعة عين شمس التي تخرج منها بشهادة بكالوريوس وبمعدل ممتاز في تخصص الرياضيات سنة 1970.
بعد خمس سنوات من التدريس في الثانوية الوطنية بنواكشوط، سافر إلى باريس للبدء في رحلة الدكتوراه عبر جامعة باريس 6 ليحصل على الشهادة مع التبريز في فبراير 1978م، وكان عنوان بحثه : 'Quelques problèmes de connexité dans les graphes orientés ’ 

## الوظائف والمسؤوليات
في الفترة 1970-1975 تولّى تدريس مادتي الرياضيات والفيزياء في الثانوية الوطنية، أشهر وأكبر ثانوية آنذاك، حيث لم يوجد البلاد أي جامعة أكاديمية في ذلك الوقت، وفي سنة 1979 بدأ رحلته البحثية بالمركز الفرنسي للأبحاث العلمية (CNRS) التي استمرت حتى وفاتهِ أي ما يزيد على الثلاثين عاما.
عام 1981 ترقى إلى باحث من الدرجة الأولى بعد نقاشه اطروحة دكتوراه دولة بالمركز الذي ظلَّ أحد أبرز الباحثين فيه، وإلى جانب العمل البحثي مارس التدريس أستاذا محاضرا في عدد من الجامعات العالمية في: فرنسا وإسبانيا وألمانيا وكندا وأميركا واليابان وفنزويلا والهند.

## إسهاماته
أنتج قرابة المائة ورقة علمية، بعضها كان بالتشارك مع زملاء مرموقين، كما تشير صفحته على الموقع العالمي ResearchGate أن إنتاجه لم يتوقف حتى بعد وفاته حيث نشرت 5 ورقات علمية بين عامي 2011 و2013 باسمه بين الباحثين المحررين.

ويعتبر هذا العدد من البحوث في مجال الرياضيات رقما قياسيا في عالم الرياضياتيين الأفارقة.
في سنواته الأولى من البحث العلمي ركز البروفسور الموريتاني يحي ولد حامد على نظريات المخططات حيث خصص ما يقارب الثلاثين ورقة حول هذا الجزء فقط من الرياضيات المتقطعة فاستطاع في سنة 1978م برهنة صدقية فرضية كاكسيتا- هاجكفست في حال بيانات القمم المزاحة. له أيضا نظريات في علم الأعداد وفي حالات الاندماج ومن نتائجه ذائعة الصيت برهنته بالتعاون مع زميله Silva da Dias. A. J علي فرضية اردوس-هيلبرون التي نشرت في مجلة الجمعية اللندنية للرياضيات بعنوان Cyclic spaces for Grassmann derivatives and additive theory سنة 1994م. كان شغفه بالتحديات والمسائل المفتوحة التي يطرحها علماء الرياضيات كبيرا وكان من آخر نتاجه برهان لنظرية كينسير سنة 2010 ،احتفى به الوسط الرياضياتي كثيرا، وهو إجابة من هذا العالم الرياضياتي لتساؤل عصي وضعه العالم الياباني-الأسترالي الفذ تيرنس تاو ويتعلق السؤال ببعض جوانب نظرية كيسنير في الزمر المتنافرة.
وفي عام 2001 كان أول من يتسلم جائزة شنقيط في فرع العلوم والتقنيات في نسختها الأولى وسلمها له الرئيس الموريتاني حينها معاوية ولد الطايع عن أعماله حول نظرية الأعداد.
تشير قاعدة البيانات الدولية الألمانية التي تعرض أعمال كل الباحثين في الرياضيات إلى أن أبحاث ولد حامد تمت الإحالة إليها في 25 فرعا من فروع الرياضيات. وتتصل نظرياته عموما بحقول علمية شتى يمكن تطبيقها علي علم الإحصاء والاحتمالات كما تتصل جوانبه الرقمية بالمغاليق المعلوماتية وتكنولوجيا الذكاء الاصطناعي.

## شخصيته وعلاقته بالرياضيات
تميزت شخصيته بالهدوء والتواضع فلم يكن من محبي الظهور على العلن وقد ساهم ذلك في التفرغ لصقل ملكة التفكير المنطقي لديه ويروى أن أحد أجداده كان مهتما بدراسة علم المنطق.
يرى Plagne Alain أن تلك الصفات هي التي حرمته من نيل منصب إدارة المركز وليس حجة ضعف التأطير والإشراف على البحوث كما يقال. كما تميز بموهبته الحدسية التي ساعدته في توقع نتائج بشكل صحيح وسريع قبل إنهاء التسلسل المنطقي للاستدلال الرياضي وهو مايفسر عبقريته وتفوقه على أقرانه.
كان مولعا أيضا بألعاب الذكاء والمنطق حيث كانت ملاذه الذي يفرغ فيه شغفه بالرياضيات الذهنية طيلة السنوات الخمس التي أمضاها مدرسا في الثانوية الوطنية بنواكشوط. من بين تلك الألعاب لعبة 'ظامت' (الداما) التي كان من أبطالها الوطنيين ويعتبر مبتكر حركة <الأضياق المتداخلة> المشهورة ب'سلطان ولد حامد'  كما برع في لعبة الشطرنج بمجموع نقاط يتعدى ال2000 نقطة، وقد ألهمت هذه الألعاب عدة أعمال له حول نظرية المخططات في بادئ مسيرته.

## ارتباطه بموريتانيا
ظل يحيى بعيدا عن الأضواء والسياسة بعد مغادرته الوطن حيث خاض مسيرة قصيرة، أثناء عمله أستاذا في الثانوية الوطنية، من التجاذبات السياسية والانخراط في شباب الكادحين، صادمته مع حكومة المختار ولد داداه -رغم العلاقة التي تربطه بوالده- بحجة الدعوة إلى الانسلاخ من المستعمر ومعارضة سياسة الحزب الواحد مما أودى بها في فترات غير طويلة إلى الاعتقال التعسفي، إلا أن ارتباطه بموريتانيا لم يتوقف فقد عرف بها ودافع عنها وساهم في مشاريع تمس من واقع الديمقراطية والتعليم والبيئة فيها خصوصا ويشير بعض مقربيه أنه حتى رفض عروض الجنسية الفرنسية.
فقد كان لديه ذلك الحلم دائما بموريتانيا دولة متقدمة على جميع الأصعدة، ففي عام 2002م ساهم بعلاقاته وتبرع بريع جائزة شنقيط للعلوم في سبيل إنجاح مؤتمر علمي استثنائي جمع شمل الكثير من العلماء والباحثين الموريتانيين في انواكشوط. وفي مجال البيئة كان يشغل منصبا في المجلس العلمي للمحمية الوطنية لحوض آرغين وفي إحدى المرات قاد حملة ضد شركة أسترالية للنفط وجلب فريق صحفي من أجل إعداد فلم وثائقي يصف الفساد والكوارث البيئية التي ستتعرض لها منطقة المحمية سنة 2006.
عمل أيضا على تطوير المنظومة التعليمية في البلاد وفي أواخر عمره اشتغل مع البروفسور أستاذ الرياضيات محمدن ولد أحمدو على مشروع الأقسام التحضيرية التي تسمح لأحسن الطلاب الموريتانيين بالولوج إلى أعرق مدارس الهندسة في فرنسا إلا أن الموت تخطفه أعواما قليلة قبل تحقق الحلم.
عرف أيضا بإنفاقه وكرمه فكان يحرص على قضاء العطلة في بوادي أهله ويصرف على مئات الأسر الضعيفة.

## وفاته
توفي ولد حامدن في ال11 من مارس 2011 في أحد مستشفيات باريس بسبب تسمم في الدم، رحل في صمت مخلفا وراءه عشرات الورقات العلمية التي استشهد وأشاد بها الكثير من كبار الرياضياتيين.
وتبقى جائزة يحيى ولد حامد للرياضيات التي تنظمها الجمعية الموريتانية لترقية الرياضيات سنويا هي تذكار رد الجميل الوحيد الذي يربطه بموريتانيا حتى 2020.